# Sasha Valentine
Sasha Valentine, es un personaje ficticio de serie de televisión Hollyoaks interpretada por la actriz Nathalie Emmanuel del 17 de julio de 2006 hasta el 13 de agosto de 2010.

## Biografía
Sasha apareció por primera vez en julio del 2006 cuando llega a Hollyoaks con sus hermanos Calvin Valentine, Sonny Valentine y su madre Diane, Sasha era muy cercana a su madre y cuando ella murió luego de que Jake Dean la atropellara quedó destrozada. 
Cuando comenzó una relación con Jamie Fletcher este la introdujo en las drogas y junto a él consumió canabis, speed, hierba y heroína.
Cuando Sasha es atacada por un extraño en un callejón, al inicio decide no reportarlo a la policía pero cuando ve una noticia en donde otra joven había sido atacada finalmente le cuenta todo a su hermano Calvin quien la convence de denunciar el ataque, esto ocasiona que su relación con su hermano mejorara pero las cosas cambian cuando Sasha decide irse de Hollyoaks en agosto del 2010 para mudarse a Londres después de que Mercedes McQueen le dijera que Calvin no había ayudado a Warren Fox a salir del incendio del club "The Loft".